# لهستان در المپیک تابستانی ۱۹۷۲
لهستان در بازی‌های المپیک تابستانی ۱۹۷۲ که در شهر مونیخ آلمان غربی برگزار شد، کاروان لهستان با ۲۹۰ ورزشکار در این رقابت‌ها شرکت کرد و موفق به کسب ۲۱ مدال (۷ طلا، ۵ نقره، ۹ برنز) شد. در جدول رتبه‌بندی توزیع مدال‌ها، لهستان در ردهٔ ۷ مسابقات قرار گرفت.